# Trương Bội Công
Trương Bội Công (tiếng Trung: 張佩公; 1909 - 1945) một người dân tộc chủ nghĩa, phục vụ trong Quốc quân Trung Hoa Dân quốc.
Sau khởi nghĩa Yên Bái của Việt Nam Quốc dân Đảng năm 1930, Trương Bội Công chạy sang Nam Kinh. Năm 1941 Trương Phát Khuê giao cho ông và Hồ Học Lãm tổ chức những người yêu nước ở Trung Hoa, sau bổ nhiệm ông làm tư lệnh của lớp học đào tạo đặc biệt tại Ching HSi (Quảng Tây). Thời gian này ông có hợp tác với nhóm những người cộng sản tại Trung Hoa (Hồ Chí Minh, Võ Nguyên Giáp,...), và thống nhất thành lập Việt Nam giải phóng dân tộc Hội, tiền thân của Đồng minh Hội, năm 1942.
Do theo chủ nghĩa quốc gia, nên Trương Bội Công sau từ chối tham gia Việt Minh. Năm 1945, quân Nhật mở nhiều cuộc tấn công vào Quảng Tây, Trương Bội Công là sĩ quan quân đội nên có tham chiến và từ đó biệt tích.